# قرار مجلس الأمن التابع للأمم المتحدة رقم 234
اُعْتُمِدَ قرار مجلس الأمن التابع للأمم المتحدة رقم 234، في 7 يونيو 1967 بعدما فشلت مناشدته للحكومات المعنية إلى الوقف الفوري لجميع الأنشطة العسكرية في الشرق الأدني. وطالب المجلس، المتخوف من إمكانية حدوث قتال على نطاق أوسع، الحكومات المعنية بوقف جميع الأنشطة العسكرية بحلول الساعة 20:00 بتوقيت غرينتش في 7 يونيو 1967. كما طلب المجلس من الأمين العام أن يبقيه على اطلاع فوري بمستجدات الوضع.
افتتح الاتحاد السوفيتي جلسة الاجتماع وتمت الموافقة على القرار بالإجماع. وافقت الأردن وإسرائيل على هذا القرار، شريطة أن توافق الأطراف الأخرى أيضًا. في اليوم التالي وافقت الجمهورية العربية المتحدة على قرار وقف إطلاق النار، بشرط المعاملة بالمثل.

## وصلات خارجية
- Text of Resolution at UN.org (PDF)